# Narita Rikon
Narita Rikon (japánul 成田離婚, magyarul „Narita-válás“), a japán Narita nemzetközi repülőtérről kapta a nevét, a japán társadalomban előforduló jelenség.
Japánban a fiatalok gyakran úgy kötnek házasságot, hogy előtte alig ismerik egymást. Ennek a fő oka, hogy a férfi (vagy mindketten) túl keményen hajtanak a munkahelyükön, és kevés szabadidejük marad az ismerkedésre, valamint olykor cégen belüli közvetítőkön keresztül ismerik meg egymást. Japánban a házasság előtti összeköltözés sem megszokott.
Ebből fakadóan néhány párnak a nászút az első alkalom, amikor zavartalanul időt tölthetnek egymással. Nem kevésszer ilyenkor kerül sor az első veszekedésekre, megoldhatatlan ellentétekre, amit nem tudnak leküzdeni, így egy válás (legalábbis szimbolikusan) már a visszatérés pillanatában - a reptéren bekövetkezik.
1997-ben a japán Fuji TV sugárzott doramát, Narita Rikon címen. Ez egy fiatal párról szól, akik egy elsietett házasság után a nászúton különböző problémákba ütköznek.